# Лига Фиџија у рагбију тринаест
Лига Фиџија у рагбију тринаест (енгл. Fiji National Rugby League competition) је први ниво домаћег, клупског такмичења у рагбију 13 на Фиџију.
Укупно учествује шеснаест фиџијских рагби 13 клубова, а такмичењем руководи рагби 13 федерација Фиџија.

## Историја
Рагби 13 је популаран тимски спорт на Фиџију. Фиџијци су почели да играју рагби тринаест 1992.
Рагби 13 репрезентација Фиџија је учесник Светског првенства у рагбију 13, као и Првенства четири нација у рагбију тринаест.
Рагби 13 репрезентација Фиџија је тренутно пета на светској рагби 13 листи. Рагбисти Фиџија су три пута доспели до полуфинала Светског првенства у рагбију 13.

## Формат такмичења
16 фиџијских рагби 13 клубова су подељени у две конференције. У источној конференцији је девет рагби 13 клубова, а у западној конференцији је седам рагби 13 клубова. 
Сваког септембра на Фиџију се игра фиџијски Стејт оф ориџин, између Истока и Запада.

## Тимови учесници

### Источна конференција
- Набуа бронкос
- Давуилеву најтс
- Ди сис Надера пантерс
- Наматакула сеинтс
- Макоји булдогс
- Полис шаркс
- Сити стормерс
- Рејвеј рејдерс
- Топлајн вориорс

### Западна конференција
- Нади илс
- Сару дрегонс
- Сабето рустерс
- Лаутока крушерс
- Малавеј си иглс
- Намотомото рејдерс
- Навијаго шаркс

## Клупско првенство Меланезије у рагбију 13
Сваке године, шампион Фиџија се бори против шампиона Папуе Нове Гвинеје, за титулу клупског шампиона Меланезије у рагбију 13.